# 莫列茨和马
莫列茨和马（法語：Moliets-et-Maa，法語發音：[mɔljɛts e ma]）是法国朗德省的一个市镇，属于达克斯区。

## 地名
该地名“Moliets-et-Maa”中“Moliets”发音为[mɔljɛts]，字母“ts”发音，《世界地名翻译大辞典》与《世界地名译名词典》将其误译作“莫列”。

## 历史
该市镇于1790-1794年间由莫列茨（Moliets）和马（Maa）两地合并而成。

## 地理
莫列茨和马（43°50'56"N, 1°21'30"W）面积27.66 平方千米，位于法国新阿基坦大区朗德省，该省份为法国西南部沿海省份，是法國本土面积第二大的省，北起吉倫特省，西临大西洋，南至大西洋比利牛斯省，东临热尔省，东北与洛特-加龍省接壤。
与莫列茨和马接壤的市镇（或旧市镇、城区）包括：莱昂、梅桑日、维耶勒-圣日龙。
莫列茨和马的时区为UTC+01:00、UTC+02:00（夏令时）。

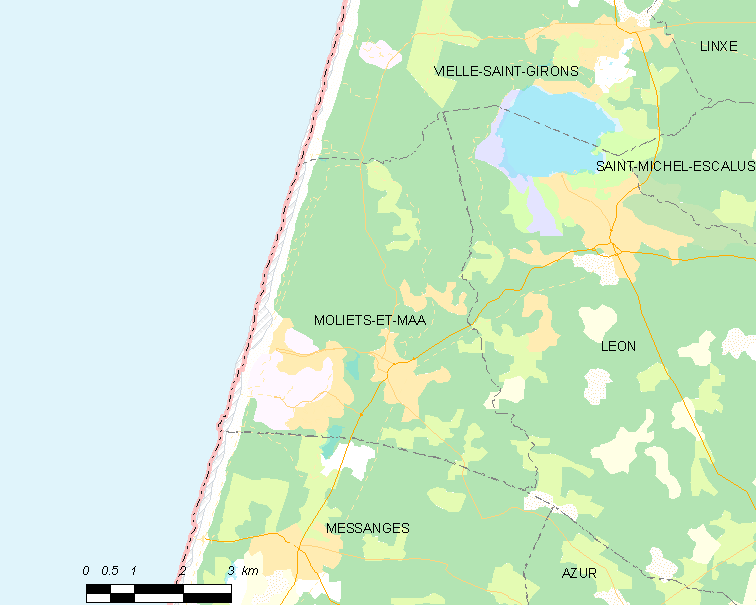
莫列茨和马的OSM定位图

## 行政
莫列茨和马的邮政编码为40660，INSEE市镇编码为40187。

## 政治
莫列茨和马所属的省级选区为马朗桑南县。

## 人口

1962-2008年间莫列茨和马人口变化图示

莫列茨和马于2022年1月1日时的人口数量为1303人。